# Ᵹ
La g insular (Ᵹ ᵹ; imagen: ) es una forma de la letra g pareciéndose de algún modo a una z con rabillo o a una delta minúscula, utilizada en Reino Unido e Irlanda. Fue usada por primera vez por los irlandeses, pasó al anglosajón, y se convirtió en la letra del inglés medio yogh (Ȝ ȝ). El inglés medio, habiendo vuelto a tomar prestada la familiar g carolingia del continente, usó así dos formas de la g como letras separadas.
La g insular minúscula (ᵹ) se usó en la lingüística irlandesa como un carácter fonético para ɣ, y sobre la base de esto está codificada en el block de extensiones fonéticas de Unicode 4.1 (marzo de 2005) como U+1D79. Su mayúscula (Ᵹ) se introdujo en Unicode 5.1 (abril de 2008) como U+A77D.
La forma insular de la g se usa todavía en la escritura gaélica tradicional.